# 変質者

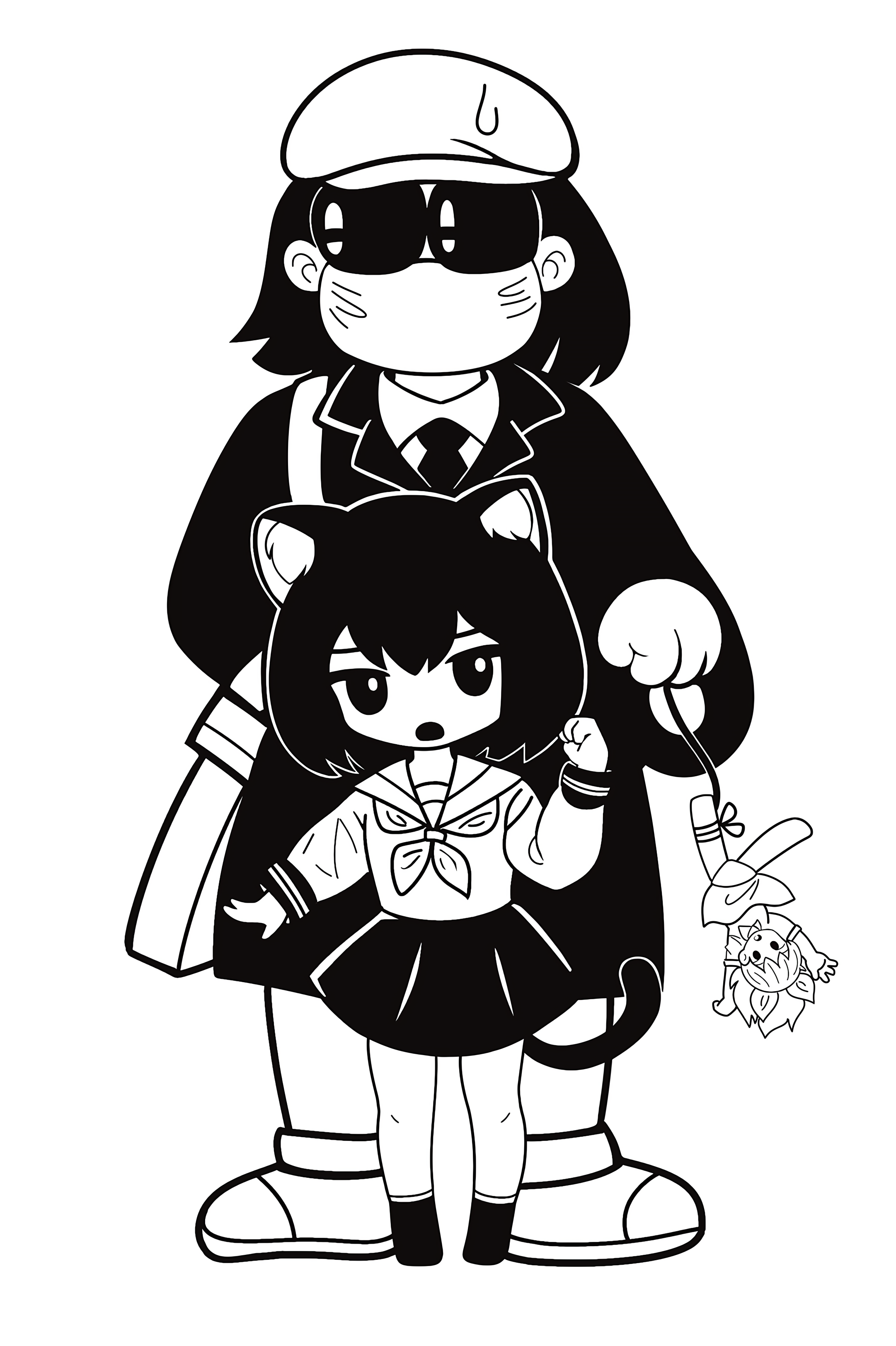
コミックマーケット黎明期に変質者のイメージのコスプレで出没していた蛭児神建

変質者（へんしつしゃ）とは、性的な行動が正常な人と異なっている人、性的異常者。精神病ではないが気質や性格に異常が認められる人、犯罪や反社会的行動を行う性格の人を指すこともある。
語源は「退廃・変質」などと訳されるフランス語の dégénérescence（デジェネレッサンス）した者、dégénéré （デジェネレ、変質した者）で、元々は19 世紀の医学用語である。19世紀フランスの精神科医ベネディクト・モレルが説いた「変質論」から来ている。
精神病院で働いていたモレルは、人間は不衛生な職業や劣悪な栄養状態、疾病やアルコールの摂取等、様々な物理的・社会的悪影響にさらされることで、神が創り給うた原型（原初の完全な人間）からの変質を被った者、人類の病的な変種である「変質者」となり、心身の病気や性的異常、性格異常といった変質が次世代により悪化した形で遺伝によって継承され、悪化が累積し、最終的にその血筋は途絶えると考えた。彼の変質論はラマルキズムの影響が色濃い。
体組織はその人間の内面を表すと考える観相学、骨相学等により、犯罪は「身体の奇形を伴って現れる精神の奇形」と考えられるようになり、これが1850年代に遺伝論を取り入れ、身体の変質と精神の変質の理論、変質論につながった。19-20世紀前半における暴力・犯罪・処罰等を研究するフレデリック・ショヴォーは、変質とは「怪物性の概念（monstruologie）に精神医学的・人類学的概念が加わってできたもの」だとしており、歴史学者のオリヴィエ・ルー（Olivier Roux）は、変質者の特徴とされた特徴（独特の顔つきや虫歯等）と怪物の特徴との類似を指摘している。
社会衛生運動の一種である優生学は、人類、民族の「変質」、退化への恐れから、これを防ごうとしたものであり、「変質者」が社会に危険を及ぼさないよう、去勢や不妊手術を施す（断種）、または、「劣等な人間」を殺し、絶滅させる（ジェノサイド）、という手段がとられた。
精神科医の斎藤学は、日本ではこの変質者という用語を世間が気に入って広まり、性的に少し変わった傾向を持つ人、といった意味で使われているようだと述べている。